# Ен Рајс
Ен Рајс (енгл. Anne Rice; Њу Орлеанс, 4. октобар 1941 — Ранчо Мираж, 11. децембар 2021), рођена као Хауард Ален Франсис О’Брајен (енгл. Howard Allen Frances O'Brien), била је америчка књижевница готичких и новијих религијских романа.
Славу је стекла Вампирским хроникама, које су адаптиране за филм, од којих је најпознатији Интервју са вампиром, а најчешће теме су јој љубав, смрт, бесмртност, егзистенцијализам и остала људска стања. Њене књиге су продате у око 100 милиона примерака, што је чини једном од најчитанијих ауторки данашњице.

## Биографија
Рајс је рођена у Њу Орлеансу, где је провела и већи део детињства. Касније ће Њу Орлеанс постати главно место радње њених романа.
О свом необичном имену каже: „Крсно име ми је Хауард Ален, мојој се мајци чинила згодна идеја назвати ме Хауард, јер ми се отац тако звао.“ Ен је постала први дан школе, када је часна сестра питала како се зове. Одмах је бубнула „Ен“, а њена мајка која је била с њом није је исправила знајући колико је збуњена због свог правог имена.
Породица се преселила у северни Тексас 1958, кад је Ен имала 16 година. Ту је упознала Стана Рајса који ће јој касније постати муж. Започела је студије на женском универзитету у Дентону, али се преселила и скрасила са Станом у Сан Франциску, где је касније завршила Сан Франциско Стејт Јуниверсити. Родила је кћерку Мишел (1966), која је са 6 година умрла од леукемије. Син Кристофер, данас писац, рођен је 1978. Са Станом је била у браку 41 годину, до његове смрти 2002. године.
Писање своје прве књиге „Интервју с вампиром“ завршила је 1973, а исту је објавила 1976. Касније наставља писати популарне наставке прича о вампирима. Такође је писала и књиге за одрасле под псеудонимом Ен Рамплинг, те експлицитне еротске књиге као А. Н. Рокелор.
Њена дела често се описују као богато описима, њени ликови често имају хомосексуална осећања једни према другима. Изјавила је како је бисексуалност оно што жели приказати у својим ликовима, поготово у Вампирским хроникама јер вампири нису дио људског друштва, па не морају робовати правилима. Такође, у њеним књигама наилази се и на филозофске и религијске теме. За обожаваоце, њене књиге су међу најбољим модерном фантастиком, док су за критичаре барокне, пренакићене и неинтелектуалне.

## Адаптације

### Филм
Нил Џордан је 1994. режирао адаптацију Интервјуа с вампиром према њеном роману. У главним улогама су Том Круз као Лестат, Бред Пит као Луис и млада Кирстен Данст као Клаудија.
Друга адаптација Вампирских хроника снимљена је 2002. Филм комбинује догађаје из друге и треће књиге под насловом треће књиге, Краљица проклетих. У главној улози као Лестат овог пута је Стјуарт Таунсенд.
Такође, екранизовани су и Излаз у рај, Живот Мејферских вештица у облику мини-серије, а Исус Христос: Излазак из Египта најављен је за јесен 2008.

### Позориште
Мјузикл Лестат, направљен према књизи из Вампирских хроника, приказан је на Бродвеју након светске премијере у Сан Франциску. Упркос Енином одушевљењу и похвалама, мјузикл се није свидео публици. Престао се приказивати месец дана касније, након 33 премијере и 39 регуларних представа.

### Музика
Cradle of Filth спомиње Лестата у песми „Libertina Grimm“ као Грофа Лестата.
Стинг је добио инспирацију за песму "Moon Over Bourbon Street" у Интервјуу с вампиром.
Рок бенд Concrete Blonde песму "Bloodletting (the Vampire Song)" базирао је на Вампиру Лестату.
Аустралијски поп бенд Savage Garden име је преузео из Вампира Лестата, у којем Лестат описује свет као „дивљи врт“ (енгл. Savage garden).
Панк бенд The Damned снимио је песму „The Dog“ о Клаудији, детету вампиру из Интервјуа с вампиром.
Италијански бенд Theatres des Vampires назвао се према локацији из Вампирских хроника, како се зове један њихов албум.

## Дела
- Вампирске хронике (The Vampire Chronicles):
  - Интервју с вампиром (Interview with the Vampire) (1976)
  - Вампир Лестат (The Vampire Lestat) (1985)
  - Краљица проклетих (The Queen of the Damned) (1988)
  - Прича крадљивца тела (The Tale of the Body Thief) (1992)
  - Враг Мемнох (Memnoch the Devil) (1995)
  - Вампир Арманд (The Vampire Armand) (1998)
  - Мерик (Merrick) (2000)
  - Крв и злато (Blood and Gold) (2001)
  - Блеквудска фарма (Blackwood Farm) (2002)
  - Крвни (Blood Canticle) (2003)

- Нове приче о вампирима (New Tales of the Vampires): 
  - Пандора (Pandora) (1998)
  - Вампир Виторио (Vittorio, the Vampire) (1999)

- Живот Мејферских вештица (Lives of The Mayfair Witches):
  - The Witching Hour (1990)
  - Lasher (1993)
  - Taltos (1994)

- Новеле:
  - The Feast of All Saints (1979)
  - Cry to Heaven (1982)
  - The Mummy, or Ramses the Damned (1989)
  - Servant of the Bones (1996)
  - Violina (Violin) (1997)

- Серија о Христу:
  - Christ the Lord: Out of Egypt (2005)
  - Christ the Lord: The Road to Cana – bit će izdana 2008.

- Под псеудонимом Ен Ремплинг:
  - Izlaz u raj (Exit to Eden) (1985)
  - Belinda (Belinda) (1986)

- Под псеудонимом А. Н. Рокелор:
  - The Claiming of Sleeping Beauty (1983)
  - Beauty's Punishment (1984)
  - Beauty's Release (1985)